# 嘘の戦争
『嘘の戦争』（うそのせんそう）は、関西テレビ（カンテレ）制作・フジテレビ系の「火曜21時ドラマ」枠にて2017年1月10日から同年3月14日まで毎週火曜21時 - 21時54分に放送されたテレビドラマ。全10回。草彅剛のSMAP解散後、初の連続ドラマ主演作でもあった。
2015年1月クールで放送された“草彅剛・戦争シリーズ”第1弾『銭の戦争』に続く第2弾として制作された本作は、『銭の戦争』とは異なり韓国ドラマのリメイク作品ではない完全オリジナル作品である。
なお、カギを握るキャストそれぞれ頭文字には数字が入っている。

## あらすじ
母と弟を殺し、自らも無理心中した父。だが、それは仕組まれた殺人事件だった。真犯人の顔を見た9歳の少年・千葉陽一は、警察に真実を証言するが、信じてもらえないどころか、「嘘つき」と呼ばれ、親戚からも孤立してしまう。やがて、陽一は海外に渡って一ノ瀬浩一と名を変えて詐欺師になり、真犯人との再会を経て復讐のため、日本に帰国する。30年の時を経て事実を知った浩一は、詐欺師ならではの手法で罠を仕掛ける。

## キャスト

### 主人公とその関係者
一ノ瀬浩一〈いちのせ こういち〉（旧名；千葉陽一〈ちば よういち〉）
演 - 草彅剛（幼少期；小林颯）
本作の主人公。詐欺師。30年前に家族を惨殺された上に、親戚から嘘つき呼ばわりされ、日本を捨てて、海外に渡る。ストーリー開始時にはタイで生活していた。偶然、自分たち一家を惨殺した犯人と同じアザを持つ日本人をタイで発見し、復讐のために帰国する。日本ではハーバード大学卒の経営コンサルタントの触れ込みで二科家に接近する。
家族、特に幼かった弟が容赦なく殺害されたことへの激しい恨みから、事件に関係したものたちを破滅させることに執念を燃やす。一方で罪のない人間を巻き込むことには消極的で、ニシナコーポレーション存続の鍵である手術支援ロボットのデータを売り飛ばそうとする百田には苦言を呈していた。
第8話では隆に自らの正体を隠し続けることが困難になったことを知り、個人的謝罪と金を引き換えに復讐断念を求める隆との交渉現場にあえて晃と楓を呼び、自らの正体と30年前の千葉一家惨殺事件の真実を打ち明けることで、何も知らない二人を守ろうとした隆を追い詰める。そして、六車から千葉一家惨殺事件事件のきっかけとなったOL殺害事件の被害者の死因が単なる事故死ではないことを証明する証拠を浩一の父親が託したにもかかわらず、それを握り潰した人物がいたという話を聞かされ、その人物が守と踏み、守を次の復讐へのターゲットとするも、守が罪滅ぼしのために己の家族を犠牲にしてまで、自分の面倒を見ていてくれたことを知り復讐を断念。興三への復讐を遂げたら、復讐を終了することを決める。
楓が爆殺される様子を興三に見せつけることで、興三に心からの謝罪をさせたうえに、愛する者を目の前で失う絶望を味わわせた（楓の爆殺は偽装）。その後、晃の協力により自らの死を偽装し、警察の包囲網から逃れる。興三が一時的とはいえ屈し、千葉一家の死が心中ではないという情報が世間に知れたことで二科家への復讐を終了し、カズキに奪わせた手術支援ロボットのデータを隆に返還し、タイへと戻っていった。
十倉ハルカ〈とくら はるか〉
演 - 水原希子
浩一の相棒。タイに渡った時に浩一に金を騙し取られ、それを機に浩一に弟子入りする。ストーリー開始時には、浩一と共にタイに来た日本人を相手に詐欺を行っていた。浩一が復讐のために日本に帰国すると、浩一に呼ばれる形で帰国し、復讐に協力する。二科家に近づくため、浩一に楓を利用相手とし交際するよう勧めるが、実際に2人の交際が始まると嫉妬しているかのような態度を示す。
浩一の復讐が完了した後、ユウジらのもとに取り残されるが、浩一がタイに戻ったことを知り、浩一を追ってタイに向かう。
八尋カズキ〈やひろ かずき〉
演 - 菊池風磨（Sexy Zone）
詐欺師見習い。ユウジの甥で、コンピューターの扱いに長け、パソコンを使った作業で浩一を補佐し、六車に拉致されたハルカを救出する等、浩一には素直に従っている。だが一般常識が欠落しており、浩一にたしなめられる面もある。
第9話でユウジと共に二科側へ寝返り、その際に浩一のパソコンを遠隔操作し、録音データを抹消。更にはハルカが奪った晃のIDカードも入手して、ニシナコーポレーションが開発していた手術支援ロボットのデータを奪った。そのデータをユウジに渡したが、実はそのときに浩一側に寝返っており、ユウジに偽のデータを渡し、浩一に本物のデータを渡した。
百田ユウジ
演 - マギー
詐欺師。浩一の兄貴分で、詐欺師としての能力は高く、浩一も一目置いている。面倒見こそ良いが、性根は利己的。相応の報酬と引き換えに浩一の復讐に協力していたが、次第に復讐のために危険を顧みない浩一への危機感を抱くようになり、さらに自分たちに利益をまわさないことへの不満を持つようになる。しかし、ビジネスの為ではなく復讐の為に動く浩一に対し二科家との対決まできちんと協力し、自ら計画を下りることを浩一に告げた上で彼の身を案じるなど、浩一の事を完全には裏切れない面もある。過去に浩一のカモを横取りし、その仕返しに浩一に自身のカモを奪われたと推測している。
第9話でカズキと共に二科側へ寝返り、その際に浩一の事務所で見つけたマスターテープを盗み出し、隆に渡した。さらにカズキに手術支援ロボットのデータを盗ませ、それをアメリカの企業に売り渡そうとしたが、偽のデータをつかまされて、報酬を得ることは出来なかった。浩一が自らの死を偽装した時は、浩一を回収し、それなりの報酬を得たが、「ロボットのデータを売り渡していれば桁違いの報酬が得られたのに」と不満顔であった。
千葉豊〈ちば ゆたか〉
演 - 迫田孝也
浩一の父。医師。30年前にOL殺害事件の被害者の検視結果を偽造するよう興三に強要されたが、これを拒否したため、妻子とともに殺害され、一家心中事件の犯人という汚名を着せられた。実際は嘘が嫌いな品行方正な人物。守とは親友で、家族ぐるみの付き合いがあった。
千葉一恵〈ちば かずえ〉
演 - 中島亜梨沙
浩一の母。夫が殺害された日、海外旅行に行っているはずであったが、旅行を急遽切り上げて帰宅したため、惨劇に巻き込まれてしまった。
三瓶守
演 - 大杉漣
浩一の父の医師仲間。現在は医師を辞め、養護施設を経営している。
30年前に、浩一の父親からOL殺害事件の被害者の死因が単なる事故死ではないことを証明する証拠を託されていたにもかかわらず、千葉一家惨殺事件を目の当たりにして怖気づき、証拠を握りつぶした。さらに浩一が無理やり嘘をつかされていたときも見て見ぬふりをしていた。
千葉一家惨殺事件以後は、罪滅ぼしのために、浩一が収容された養護施設に通いつめ、浩一を励まし続けた。さらに養護施設の子どもたちを放っておけず、医師の仕事を捨て、自ら養護施設を経営するまでになった。そのため、妻と離婚し、娘と音信不通になるという犠牲を払うこととなった。浩一に復讐のターゲットとされ、復讐の一環として、音信不通となっていた娘と再会する（妻は既に死亡していた）。守が自分の家族を犠牲にしてまで罪滅ぼしを行っていることを浩一が知ったことで復讐は中止され、浩一の仲介で娘との関係を修復することに成功した。

### 真犯人とその関係者
二科隆〈にしな たかし〉
演 - 藤木直人
二科興三の次男。興三の後継者としてニシナコーポレーション社長を務めている。
社長を引き継ぐ際に30年前のことについて全て聞かされており、30年前の千葉一家惨殺事件の生き残った息子、千葉陽一を浩一ではないかと疑っている。
また、浩一の事は出会った時から快く思っておらず、常に不信感を抱いており、二科家に関わろうとする事に嫌悪感を示す。勘が鋭く真相にたどり着こうとするが、一枚上手の浩一にうまく躱されてしまう｡
家族を大切に思い、興三から託されたニシナコーポレーションを守ることに尽力してはいるが、興三の一家殺害という過去の行いには嫌悪を抱いている。そのため、父が千葉一家惨殺事件の真相を録音したテープを持ち主ごと抹消するつもりであることを知ると、「邪魔者を殺害する」という過ちを繰り返させないため、一刻も早く復讐者の正体を暴くことで相手を殺さずに事態を収拾することを決意する。
一ノ瀬浩一＝千葉陽一と確信した後はハルカに取り引きを持ちかけ、彼女を味方に付けようとしたが、断られた。30年前の千葉一家惨殺事件について浩一に謝罪し、金で話を付けようとしたが浩一に拒否される。百田に取り引きを持ち掛け、無事録音のデータの削除とマスターテープの回収に成功。晃の協力を得て浩一を警察に告発するが、このときは浩一に逃げられてしまう。その後、カズキに盗まれた手術支援ロボットのデータを取り戻すため、興三と共に浩一のもとに赴いた際、警官隊に包囲された浩一が晃に刺され、そのまま海に転落する様を目の当たりにするが、それが浩一と晃による偽装工作であることをいち早く見抜いた。
浩一が出国する際、空港に呼び出され、手術支援ロボットのデータを返還される。浩一に「これからも嘘をつき続けて生きるのか」と問うが、「ならば家族に本当のことが言えるのか」と問い返されて「嘘もつき続ければ1つくらいは真実になる、だから嘘をつき続ける」と言われたことで、家族に千葉一家殺害事件について何も知らないと言い続ける覚悟を決めた。
七尾伸二〈ななお しんじ〉
演 - 姜暢雄
二科興三の秘書。興三の名代として30年前の事件の関係者に接触する。
四谷果歩〈よたに かほ〉
演 - 野村麻純
二科隆の秘書。浩一と楓が交際しているという情報をつかみ、隆に伝える。
二科梨恵〈にしな りえ〉
演 - たくませいこ
二科隆の妻。
二科楓〈にしな かえで〉
演 - 山本美月
二科興三の長女。医師。兄たちが反目しているのに心を痛めている。嘘が下手。浩一に惹かれるも、浩一が隆の前で真実の全てを話した際、晃と一緒に聞いており、浩一が家族を殺された復讐のために自身に近付き、利用していたことを知りショックを受ける。また、五十嵐からは一家惨殺を父親の無理心中に見せかけられ、真実をもみ消された浩一の詳しい過去を聞かされた。真実を知った後、父に対して「憎まれて当たり前だ」と怒りを露わにしている。
「興三に謝罪させた後は、二科家の前から消える」という浩一の言葉を信じ、興三に対する復讐に協力する。
二科晃〈にしな あきら〉
演 - 安田顕
二科興三の長男。経営能力がないとして、子会社社長の地位をあてがわれ、興三や隆からは距離を置かれている。
30年前、大学の先輩である九島たちの「女を連れてこい」という要求に従って強引にあるOLを九島たちの元へ連れていった結果、彼女が九島たちとのトラブルの末に死ぬ遠因を作り、図らずも見張り役を果たしてしまう。そのため、興三はOL殺害事件のもみ消しに躍起となり、千葉一家惨殺事件へと結びつくこととなった。本人はOLと九島たちのトラブルの詳細を知らず事故だと信じており、父が事件もみ消しのために千葉一家の殺害を仕組んだことは全く知らなかった。
涙もろく情に篤いため、梨恵と楓からは好かれているが、その反面自立心や責任感には相当欠けており、浩一に利用される。浩一も晃の純粋でお人よしな点は好ましく思っており、過去の晃の行動が一家殺害の元凶となったことを知った時には、動揺を隠しきれなかった。
工場の改築費用2000万円を浩一にだましとられ、その責任をとらされる形で子会社社長・本社役員の地位を剥奪される。さらに、失意の底にあったときに近づいてきたハルカにニシナコーポレーションの秘密（粉飾決済）を洩らし、IDカードも奪われた。
浩一に全ての事実を明かされた際には、突き付けられた己と興三の罪に浩一に復讐されても仕方ないことを認めつつも、無関係な楓の心を弄んだことに怒りをぶつける。さらに、楓の心を弄んだ報復として浩一を詐欺罪で告発し、浩一のコンピュータウイルスの入ったUSBを証拠として提出し、自らも被害を警察に証言した。これにより、浩一は警察に追われることになる。一方で自分自身の罪も自覚しており、30年前のOL殺害事件の犠牲者遺族に償う意向を示したが、隆から遺族は皆死亡していることを聞かされ、落胆した。
浩一が警察に包囲された際、「自分がケリをつける」として浩一を刺し、警察に殺人未遂の現行犯で逮捕される。実はその行為は浩一の依頼によるものであり、晃が30年前の償いとして引き受けた偽装の行為だった。その後、浩一が安全な場所から自らの生存を警察に伝えるてはずになっており、晃は執行猶予かうまくいけば不起訴になるだろうと浩一と隆は予想している。
二科興三〈にしな こうぞう〉
演 - 市村正親
ニシナコーポレーション会長。寒村で生まれ、極貧の家庭に育ち相当の苦労を重ねてのし上がった。
30年前、OL殺害事件の被害者の解剖を行った浩一（陽一）の父親・千葉豊が事件もみ消しの動きに抵抗したことから千葉一家惨殺事件を起こし、それを一家心中に見せかけた張本人。その出自から人間不信の一面があり、豊が純粋な正義感で事件もみ消しを拒んだことが信じられず、報酬を吊り上げるのが目的だったのではと疑っていた。
浩一から30年前の千葉一家惨殺事件の真相を記者会見で明らかにし、謝罪するよう要求され、記者会見をおこなう。しかし、その一方で浩一を詐欺罪で告発するよう準備しており、記者会見を浩一の告発と開発している手術支援ロボットの宣伝の場へとすり替えた。
楓を人質にとられた後も浩一に心から謝罪せず、責任を他人に転嫁し、豊が金目当てに事件もみ消しを拒んだと決めつけ罵倒する言動を続けた。そのため、浩一に楓を爆殺すると告げられ、初めて心から謝罪した。しかし、その後、楓が爆殺される様子を見せつけられ、愛する者を目の前で失う絶望を味わい、泣き叫んだ（楓の爆殺は偽装）。千葉一家惨殺事件の情報もマスコミに流れ、マスコミの追及を受けることとなるが、自らの言葉を翻し、何も知らないという主張を続ける。
六車了司〈むぐるま りょうじ〉
演 - 神保悟志
裏社会との繋がりがあり､二科興三の命を受け、敵対者の監視・暗殺などを担う人物。二科興三に忠実な男。浩一の罠をあっさり見抜き、車に付けられた発信機に気づくなど洞察力に優れている。元警官で、現役の頃は射撃の名手と謳われた。裏社会との癒着が原因で警察を去っている。30年前の千葉一家惨殺事件の実行犯。浩一の父の殺害を目撃されたため、迷いなく浩一の母・弟を殺害した。第8話にて、ハルカを誘拐し、浩一の殺害を実行しようとするが、返り討ちに遭い、脚を負傷した。
浩一をおびき出すため、守を人質にとるが、浩一を追ってきた警察に発見され、監禁の現行犯で逮捕された。

### ゲスト
第1話
三枝晴男
演 - 佐戸井けん太
元JA職員。日本からタイに移住したときに浩一に架空のバーへの投資をもちかけられ、大金をだまし取られる。
五十嵐久司〈いがらし ひさし〉
演 - 甲本雅裕（第3話・第5話）
大学病院准教授。30年前の千葉一家惨殺事件の実行犯の一人。腕に特徴的なアザがあり、30年前に浩一に目撃されていた。
タイで浩一に発見され、復讐の最初のターゲットとされる。闇金融からの借金やタイでの買春行為などの秘密を浩一に握られ、社会的信用を失う。さらに興三の70歳の誕生日を祝うパーティー会場で、ハルカに唆される形で彼に襲いかかり、警察に逮捕される。その後は精神の均衡を失って錯乱していたため、病院に収監された。正気を取り戻し退院することはできたが、浩一に対しては恐怖感を拭えず、後に浩一が六車のことを聞き出すために接触を図ってきた際には酷く狼狽していた。楓には、浩一が興三の脅威から自らの命を守る為、嘘をつかざるを得なかった事を告げた。
千葉陽一〈ちば よういち〉
演 - 小松利昌（第6話）
浩一が二科家の目をくらませるために、自分の代わりに設定した人物。オーストラリアで生活し、自身のウェブサイトを持っている。そこでは幼少期の浩一の写真などが掲載されていたため、二科家側は浩一と千葉陽一は別人と判断した。
実は浩一と面識のある元詐欺師で、詐欺師としての才能に見切りをつけ、オーストラリアで農業を始めた人物である。浩一はこの人物のウェブサイトを書き換えて、自分のウェブサイトのように見せかけていた。しかし、サイト上に掲載していたコアラに纏わる話で､その中に登場する少年の名「ウーボー」を「クーボー」と間違えており､浩一自身も誤りに気づかずに隆の娘にその話を伝えてしまった為、隆の「『千葉陽一』の正体は『一ノ瀬浩一』ではないか」という疑惑が確信に至ることになったが､隆の追及が浩一に迫ると踏んだ、浩一の要請で急きょ来日し、隆の前で「千葉陽一」のふりをした。
第2話
六反田健次〈ろくたんだ けんじ〉
演 - 飯田基祐
弁護士。30年前の千葉一家惨殺事件の際に新聞配達員として事件現場を通りかかったが、事件が一家心中事件として処理されるように偽証する。その後、二科家の援助を得て、弁護士となり、二科家の顧問弁護士となった。苦学生だった過去から、金のない生活に対して異常なまでの恐怖心を持っている。
ダイヤモンド鉱山に纏わる詐欺事件の被害者から着手金を巻き上げる一方で、詐欺師集団と取引していたがその取引の現場をユウジに写真に撮られた上に警察に通報されて、破滅。切り札として所有していた、二科興三が話す千葉一家惨殺事件の真相を録音したカセットテープもユウジらによって別のテープとすり替えられ、二科家からも切り捨てられた。
九谷
演 - 前田公輝
六反田の部下。新米弁護士。
第3話
三輪郁夫
演 - 六平直政
30年前に千葉一家惨殺事件を担当した刑事。唯一生き残った浩一（当時は千葉陽一）の証言を嘘と決めつけ（浩一が親戚から嘘つき呼ばわりされる元凶となった）、事件を一家心中として処理する。元々は悪事に加担するような人間ではない（現在では二科家との関わりもなく、隆がやってきた際にも「二度と関わりたくない」ともらしている）が、娘の心臓移植の資金欲しさに興三らの計画に乗った。しかし結局、娘は心臓移植に間に合わず他界している。本業の傍ら、空手教室で空手の指導も行っている。
浩一とハルカが夫婦を装ってけんかした際、仲裁に入ったことを契機に、浩一と仲を深める（浩一はこのとき、一色と名乗った）。浩一によって盗撮の濡れ衣を着せられ、自殺しようとしたところを隆に救われる。自らを破滅に追いやった浩一と引き合わされるも、浩一がかつて自分が陥れた少年・陽一であると勘付き、かつての罪の報いを受け入れ、浩一を「今初めて会った知らない人間だ」と庇う。さらに隆に気づかれないように、遠回しな言い方ながら、浩一にかつて酷い仕打ちをしたことを涙ながらに謝罪した。
三輪聡子
演 - 宮地雅子
三輪の妻。夫同様、根っからの善人で、夫との仲は良い。浩一の助言でマスコミの攻勢から逃れるために実家に身を寄せる。
第4話
四条綾子〈しじょう あやこ〉
演 - ジュディ・オング
衆議院議員。30年前に息子がかかわったOL殺害事件の隠蔽を二科興三に依頼した。これが後に千葉一家惨殺事件が引き起こされる原因となる。
かつて自分が信奉していた占い師の弟子を名乗るハルカを信用して5億円の裏金の存在をばらしてしまう。さらにハルカに誘導される形でその裏金を別荘に隠すが、その金を浩一に奪われ、彼女が「偽善」と忌み嫌っていた慈善団体に全額寄付される。その後、息子が逮捕され、事実上、政治生命を絶たれた。
興三が千葉一家惨殺という残酷な手段に出るとは思わず、事件後に彼に抗議したとして浩一に許しを乞うたものの、抗議以上の行動（浩一の家族が亡くなったのは「無理心中」ではなく「殺人事件」だと警察に訴える等）はとらなかったとして浩一に拒絶された。
四条司〈しじょう つかさ〉
演 - 森岡豊
綾子の息子。30年前にOL殺害事件にかかわった。ただし、彼曰く、自分は巻き込まれただけで、主犯は別人。
事業家だが、事業の才能は全くなく、怪しげな事業に手を出しては失敗し、母親に尻拭いをしてもらっていた。浩一がタイ在住の日本人を名乗って5000万円の出資を申し出るとろくに確認もしないまま、その話を鵜呑みにし、新事業に乗り出す。しかし突然、浩一から出資の中止を伝達され、他の出資者からも資金を引き上げられ、窮地に陥る。母親の裏金で乗り切ろうとしたものの、裏金は浩一に奪われており、30年前のOL殺害事件にかかわっていたことを自白させられた。その後、出資法違反で逮捕され、母子共々破滅を迎えた。
第5話
九島亨〈くしま とおる〉
演 - 平岳大
銀行マン。30年前のOL殺害事件の主犯。事件の隠蔽の見返りに二科興三は銀行の副頭取をつとめていた九島の父から多額の融資を受け、二科家発展の礎を築いた。
浩一と共に接近してきたハルカを気に入り、愛人の芙美や（ハルカの恋人という設定の）浩一の目を盗んで密会を続ける。麻薬密売人に扮した浩一に罠にはめられたと思い込み、ハルカとの逃亡を決意。妻が経営するエステサロンへの不正融資によって得た金を隠していた山荘に向かうが、そこで浩一に猟銃で脅され、30年前の事件には二科晃がかかわっていたこと・興三の隠蔽工作は晃を守るためにおこなわれたことを自白する。愛人の告発によって不正融資の件が明らかになったうえに、事情聴取に来た警察官を浩一と勘違いして猟銃を発砲したため、公務執行妨害と銃刀法違反の現行犯で逮捕された。
五十川芙美
演 - 真飛聖
九島の愛人。九島が、妻が経営するエステサロンに不正融資して大金を横領していることを知っている。そのため、九島との腐れ縁が続いている。九島が自分からハルカに乗り換え、人生をやり直そうとしていると勘違いし、九島の不正を銀行と警察に告発した。
第7話
四方田直樹
演 - 宮本大誠
「四方田建設」社長。二科晃の会社から工場の改築工事を請け負った業者。
第9話
七沢由美子〈ななさわ ゆみこ〉
演 - 国仲涼子
三瓶守の実の娘（離婚したため苗字が異なる）。千葉一家惨殺事件以後、父が突然家庭をないがしろにしたことに不信感を抱いていた。弁護士に扮した浩一に勧められる形で父親と連絡をとり、さらに婚約者やその家族に紹介した。最終的に浩一から「父（＝守）が家庭をないがしろにしていたのは、犯罪の被害者である浩一を励ますため」であったと聞かされ、和解した。
八巻庸平
演 - 浜田学
由美子の婚約者。由美子に音信不通だった父と会う場をセッティングするように勧める。
八巻和夫
演 - 遠藤たつお
八巻の父。
八巻千穂
演 - 金沢きくこ
八巻の母。

## スタッフ
- 脚本 - 後藤法子
- 演出 - 三宅喜重、宝来忠昭、中西正茂
- プロデューサー - 三宅喜重、河西秀幸
- 音楽 - 林ゆうき、橘麻美
- 制作著作 - カンテレ

## 放送日程
| 各話                                                                         | 放送日  | サブタイトル                             | 演出     | 視聴率 |
| ---------------------------------------------------------------------------- | ------- | ---------------------------------------- | -------- | ------ |
| 第1話                                                                        | 1月10日 | 天才詐欺師の復讐劇が開幕                 | 三宅喜重 | 11.8%  |
| 第2話                                                                        | 1月17日 | 詐欺で復讐…30年前の嘘と真実              | 三宅喜重 | 12.0%  |
| 第3話                                                                        | 1月24日 | 嘘の強要 刑事に30年分の復讐              | 宝来忠昭 | 11.3%  |
| 第4話                                                                        | 1月31日 | 裏金5億奪え…政治家に復讐                 | 三宅喜重 | 11.1%  |
| 第5話                                                                        | 2月07日 | 一流銀行マンに華麗なる復讐               | 宝来忠昭 | 11.5%  |
| 第6話                                                                        | 2月14日 | 首謀者と激突…暴かれる正体                | 三宅喜重 | 10.3%  |
| 第7話                                                                        | 2月21日 | 宿敵長男に復讐！一族崩壊へ               | 中西正茂 | 10.9%  |
| 第8話                                                                        | 2月28日 | 暗殺者に復讐…衝撃の真実が                | 宝来忠昭 | 11.5%  |
| 第9話                                                                        | 3月07日 | 最終章へ 恩人に復讐…宿敵一族と全面戦争に | 三宅喜重 | 10.5%  |
| 最終話                                                                       | 3月14日 | 復讐劇完結！華麗なる詐欺師 最後の嘘と真  | 三宅喜重 | 11.6%  |
| 平均視聴率 11.3%（視聴率はビデオリサーチ調べ、関東地区・世帯・リアルタイム） |         |                                          |          |        |

## 受賞
- 第92回ザテレビジョンドラマアカデミー賞
  - 主演男優賞（草彅剛）[13]